# Франсуа, Роже
Роже Франсуа (фр. Roger François; 7 октября 1900 — 15 февраля 1949) — французский тяжелоатлет, олимпийский чемпион.
Роже Франсуа родился в 1900 году в Роман-сюр-Изер. Он принимал участие в трёх Олимпийских играх, однако успеха добился лишь на Олимпиаде 1928 года, став чемпионом в весе до 75 кг; на Олимпиаде 1924 года он был лишь 6-м, а на Олимпиаде 1932 — 4-м. Кроме того, Роже Франсуа выиграл чемпионат мира 1922 года, а также установил семь мировых рекордов.